# Quercus tardifolia
Quercus tardifolia är en bokväxtart som beskrevs av Cornelius Herman Müller. Quercus tardifolia ingår i släktet ekar, och familjen bokväxter. IUCN kategoriserar arten globalt som akut hotad. Inga underarter finns listade i Catalogue of Life.